# SN 1970L
SN 1970L – supernowa typu I odkryta 2 października 1970 roku w galaktyce NGC 2968. W momencie odkrycia miała maksymalną jasność 13,00m.